# Guillaume Piéchaud
Pour les articles homonymes, voir Piéchaud.
Ne doit pas être confondu avec l'orfèvre Louis-Guillaume Piéchaud.
Pour les autres membres de la famille, voir Famille Piéchaud.
Guillaume Piéchaud né à Paris le 28 mars 1968, est un sculpteur et designer français.

## Biographie
Guillaume Piéchaud est né en 1968 à Paris, dans une famille de longue tradition artistique. Son père est le graveur et dessinateur surréaliste Claude Piéchaud et son grand-père le journaliste et écrivain Louis Piéchaud.
Diplômé de l’École Boulle en 1988 en gravure sur métaux précieux et volume, l’artiste intègre des ateliers de joailliers et crée pendant huit ans des collections de bijoux, travaillant pour les grands noms de la bijouterie de luxe. Parallèlement, il se perfectionne à la gravure et poursuit sa carrière artistique. Il expose régulièrement dans le monde entier et à Paris dans les galeries Ferus, Loft et Martel-Greiner. Ses œuvres sont présentes dans les plus grandes collections privées en France comme à l’étranger.
Marié et père de deux enfants, il vit aujourd'hui à Aulnay-sous-Bois, en Seine-Saint-Denis.

## Œuvres
- 2013 : Suite Eiffel de l'hôtel Lutetia[5]
- 2014 : Terminus[6]

### Principales expositions
- Galerie Patrick Pottier, Paris (France), septembre-décembre 2019
- Galerie Jean-Louis Danant, Paris (France), mai-juin 2019
- Galerie Olaf Thomas Intérieurs, Hambourg (Allemagne), mai 2018
- Galerie Marion Meyer, Francfort (Allemagne), septembre 2013
- Galerie des Lys, Saint-Tropez (France) et Genève (Suisse), 2012
- Galerie Loft, Paris (France), 2010 et 2012
- Galerie Lartigue, Paris (France), 2008/2009
- Pokrovka Suite Hotel, Moscou (Russie), octobre 2007-décembre 2008
- André Macé, Paris (France), octobre 2007
- Galerie Marion Meyer, Paris (France), décembre 2003
- Galerie Marion Meyer, Francfort (Allemagne),, mai 2000

### Salons
- Art Élysées Paris, Lelia Mordoch, octobre 2019
- Biennale de Paris, Martel-Greiner, septembre 2019
- Scope, Bâle (Suisse), juin 2015
- Art 15, Londres (Royaume-Uni), mai 2015
- Scope, New York (États-Unis), mars 2015
- Design Days, Dubaï (Émirats arabes unis), mars 2015
- Art Wynwood, Miami, février 2015
- Art Stage Singapour, janvier 2015
- Salon du Design International, Dubaï, mai 2013
- Pavillon des Arts et du Design, Paris (France), mars-avril 2011
- Art Paris, mars 2010
- Biennale des créateurs au Louvre, Paris, décembre 2008
- Art Élysées, Paris, octobre 2008 et 2009
- Salon du Collectionneur, Grand Palais, Paris, septembre 2007 et 2009
- Salon des Antiquaires et des Créateurs, Trocadéro/Paris, novembre 2006
- Art Paris, 2006, 2003 et 2002
- Art Marbella, Espagne, septembre 2005
- Art of the 20th Century, New York, novembre 2004
- Art Francfort, Allemagne, mai 2001 et 2002
- Art Chicago, 2002
- Art Miami et Palm Springs International Art Fair, 2001
- Hippodrome d'Auteuil, 1998 et 1999
- Foire d'Art Contemporain, Saint-Cloud, 1995